# Takamaa
Takamaa är en tätort (finska: taajama) i Ylöjärvi stad (kommun) i landskapet Birkaland i Finland. Vid tätortsavgränsningen den 31 december 2021 hade Takamaa 523 invånare och omfattade en landareal av 3,04 kvadratkilometer.